# Maja Vtič

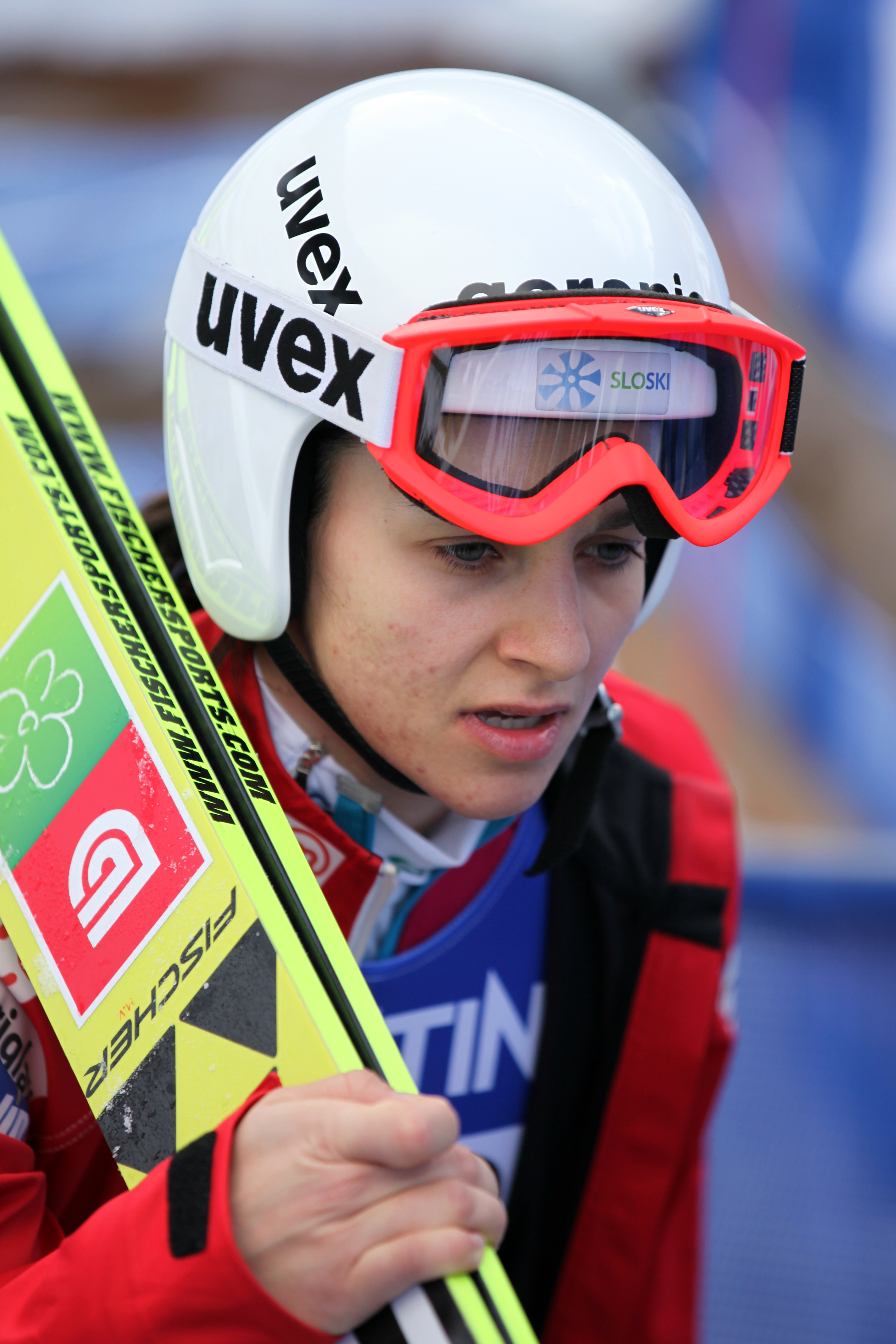
Maja Vtič bei der Skisprung-WM in Predazzo, 2013

Maja Vtič [ʍ'titʃ] (* 27. Januar 1988 in Novo mesto, SR Slowenien, SFR Jugoslawien) ist eine slowenische Skispringerin und lebt in Mirna.

## Werdegang
Vtič, die für den Verein SD Zabrdje startet und von Damjan Šemrl trainiert wird, gab ihr internationales Debüt am 19. Februar 2003 beim FIS-Springen in Breitenberg. Am 23. Juli 2004 gab sie ihr Debüt im Skisprung-Continental-Cup. Dabei gelang ihr bereits in den ersten beiden Springen in Park City mit dem 18. Platz der Sprung in die Punkteränge. Am 12. Februar 2005 gelang ihr auf der Großen Ruhesteinschanze in Baiersbronn mit dem zweiten Platz erstmals der Sprung aufs Podest. Nach weiteren guten Ergebnissen beendete sie die Saison 2004/05 auf dem 8. Platz der Continental-Cup-Gesamtwertung.
Bei der Junioren-Weltmeisterschaft 2007 in Tarvisio gewann sie von der Normalschanze hinter Lisa Demetz und Katie Willis die Bronzemedaille, nachdem sie zuvor bei der Winter-Universiade 2007 im ebenfalls italienischen Pragelato Vierte geworden war. Auch danach gingen ihre Leistungen wieder nach oben. So gewann sie am 17. Februar 2008 in Breitenberg erstmals ein Continental-Cup-Springen. Bei der Junioren-Weltmeisterschaft 2008 in Zakopane erreichte sie den 15. Platz. Auf Grund der erreichten Continental-Cup-Punkte erreichte sie zum Ende der Saison 2007/08 den 4. Platz in der Gesamtwertung.
Auch die Saison 2008/09 begann für die Slowenin mit guten Ergebnissen. So konnte sie im Dezember 2008 in Vancouver erneut einen Sieg feiern und erreichte auch in den folgenden Springen Platzierungen unter den besten Zehn. Nach einem Sturz beim Continental Cup in Zakopane musste sie lange pausieren und war so in der Saison 2009/10 nicht am Start.
Bei der Nordischen Skiweltmeisterschaft 2011 in Oslo erreichte sie von der Normalschanze den fünften Platz. Bereits zuvor war sie bei der Winter-Universiade 2011 im türkischen Erzurum Vierte geworden. Am 3. Dezember 2011 gab sie ihr Debüt im Weltcup in Lillehammer, wurde 42 und kam nicht in den zweiten Durchgang. Im weiteren Verlauf der Saison kam sie bei jedem Springen in den zweiten Durchgang. In der Gesamtwertung kam sie auf den 12. Platz. Beim ersten Mixed-Team der Saison 2012/13 in Lillehammer sprang sie mit dem slowenischen Team auf Platz sieben.
Bei den Slowenischen Meisterschaften 2012 gewann sie hinter Katja Požun und vor Urša Bogataj die Silbermedaille. Bei den Weltmeisterschaften 2013 im italienischen Predazzo belegte sie den 19. Platz. Am Jahresende erreichte sie bei der ebenfalls in Predazzo ausgetragenen Winter-Universiade 2013 den Fünften Rang.
Am 1. Februar 2014 sprang Vtič in Hinzenbach auf den dritten Platz und erreichte ihr erstes Weltcup-Podium.
Bei der Olympiapremiere des Damenskispringens belegte sie Rang sechs und wurde damit beste Slowenin. Bei den Weltmeisterschaften 2015 im schwedischen Falun belegte sie im Einzelwettbewerb den 13. Rang und wurde mit der slowenischen Mannschaft Fünfte.
Ihren ersten Weltcupsieg konnte sie am 13. Februar 2016 beim Heimweltcup auf der Logarska dolina in Ljubno feiern. Bei den Slowenischen Meisterschaften 2016 in Planica gewann sie vor Ema Klinec und Eva Logar die Goldmedaille. Bei den Weltmeisterschaften 2017 im finnischen Lahti erreichte sie den 17. Platz.

## Erfolge

### Weltcupsiege im Einzel
| Nr. | Datum            | Ort    | Typ           |
| --- | ---------------- | ------ | ------------- |
| 01. | 15. Februar 2016 | Ljubno | Normalschanze |

### Continental-Cup-Siege im Einzel
| Nr. | Datum             | Ort         | Typ           |
| --- | ----------------- | ----------- | ------------- |
| 1.  | 17. Februar 2008  | Breitenberg | Normalschanze |
| 2.  | 17. Dezember 2008 | Whistler    | Normalschanze |
| 3.  | 22. Juli 2011     | Zakopane    | Normalschanze |

## Statistik
| Saison  | WC-Platzierung | COC-Platzierung | FIS-Ladies-Grand-Prix | Ladies Cup | Grand-Prix |
| ------- | -------------- | --------------- | --------------------- | ---------- | ---------- |
| 2004/05 | –              | 08.             | 06.                   | –          | –          |
| 2005/06 | –              | 14.             | –                     | –          | –          |
| 2006/07 | –              | 46.             | –                     | –          | –          |
| 2007/08 | –              | 04.             | 02.                   | –          | –          |
| 2008/09 | –              | 10.             | –                     | –          | –          |
| 2010/11 | –              | 10.             | 23.                   | –          | –          |
| 2011/12 | 12.            | 03.             | –                     | 11.        | –          |
| 2012/13 | 15.            |                 |                       | –          | 07.        |
| 2013/14 | 06.            |                 |                       |            | 11.        |
| 2014/15 | 08.            |                 |                       |            | 04.        |
| 2015/16 | 03.            |                 |                       |            | 11.        |
| 2016/17 | 11.            |                 |                       |            | 06.        |
| 2017/18 | 37.            |                 |                       |            | 09.        |
| 2018/19 | 35.            |                 |                       |            | –          |
| 2019/20 | 50.            | 56.             |                       |            | 11.        |
| 2020/21 | –              | 09.             |                       |            | –          |
| 2021/22 | 37.            | 34.             |                       |            | –          |
| 2022/23 | 31.            | –               |                       |            | 27.        |